# Claude Rochat
Pour les articles homonymes, voir Rochat.
Claude Rochat (alias commandant Guillaume), né le 9 janvier 1917 à Nevers et mort le 15 novembre 2009 à Tarare, est un résistant français. Il fut le chef de l'Armée Secrète en Saône-et-Loire, le président du tribunal des FFI de Cruzille en Saône-et-Loire, sous-préfet de Chalon-sur-Saône, puis d'Albertville et président départemental de l’Association Nationale des Anciens Combattants de la Résistance (ANACR).

## Biographie
Claude Rochat est ingénieur chimiste (École de chimie de Lyon) lorsqu'il intègre, en septembre 1939, l'école d'artillerie de Poitiers. Nommé aspirant le 1er février 1940, il est  affecté  près de Longwy. Le 23 juin 1940, il est fait prisonnier, interné au camp de Saint-Mihiel (Meuse). Il s'évade en août 1940. Il reprend son travail chez son employeur d’avant-guerre, les Établissements Cotelle et Foucher, dans leur usine de Plombières-les-Dijon, puis à Paris.
En mars 1943, il est  réfractaire au STO et entre dans la Résistance, le 12 avril 1943, dans le réseau "Marco Polo" à Saint-Étienne (Loire). Après un bref passage dans le département de l'Isère, il est affecté en juillet 1943 afin d'instruire les  maquisards de Saône-et-Loire, il prend le nom de Guillaume. En novembre 1943, il devient chef départemental de l'Armée secrète de Saône-et-Loire.
En mai 1944, il s'installe avec son maquis en Haut-Mâconnais, à Cruzille, après une longue période d'errance en Bresse (de Vescours à La Chapelle-Thècle en passant par Foissiat et Béréziat), village qu'il ne quittera qu'à la Libération. Le château de Cruzille est, à partir du 6 juin, le PC de l'AS de Saône-et-Loire et Guillaume y dirige les maquis AS de l'ensemble du département en tant que commissaire aux effectifs.
Au château de Cruzille s'installe, dans l'attente de la libération et alors que le Mâconnais est en insurrection, le tribunal des Forces françaises de l'intérieur pour la Saône-et-Loire, établi conformément à l'ordonnance du 26 juin 1944 relative à la répression des faits de collaboration ; le château sert en quelque sorte de préfecture, abritant les services du comité départemental de libération de Saône-et-Loire, le tribunal des maquis, sous la présidence de Claude Rochat ; y sont notamment jugées des personnes accusées de collaboration, le château étant à la fois prison et siège de tribunal. Quelque 300 dossiers seront instruits à Cruzille, débouchant sur 102 procès (collaborateurs, traitres, agents de l'ennemi mais aussi criminels de droit commun et FFI coupables d'indiscipline, de désertion ou de banditisme) et donnant lieu à 27 condamnations à mort et exécutions.
Investi par les autorités provisoires du pays, il devient, à 27 ans, le 6 septembre 1944, le premier sous-préfet de Chalon-sur-Saône libéré.
En 1947, il est nommé sous-préfet d'Albertville (Savoie). Ses pratiques sont peu respectueuses du protocole et de ce qu'attendent ses supérieurs ; de plus, ses idées politiques et ses amitiés le desservent, ainsi que le rapporte, dans sa thèse, Robert Chantin qui écrit : « Un tel comportement ne pouvait qu’irriter tous ceux qu’exaspéraient les succès et les liens personnels de celui qui désormais passait pour être un sous-préfet communiste ».
Le lien d’affection qui lie le couple de Lattre à Rochat-Guillaume amène une autre circonstance plaisante : lors d’une cérémonie à Pont-de-Vaux, en 1947, en présence de la maréchale, Rochat essuie le refus du ministre Claudius-Petit de lui serrer la main, au prétexte qu’il est « un sous-préfet communiste », ce qui vaut au ministre une cinglante réplique de Mme de Lattre de Tassigny de : « Monsieur, je ne sais s’il est communiste, mais c’est l’ami de mon mari et cela me suffit ». Il quitte l'administration préfectorale.
De 1945 à 1953, il participe à plusieurs procès de résistants.
À la fin des années 1940 ; il s'engage dans le Mouvement de la Paix, pour lequel il parcourt la Saône-et-Loire, aux côtés de Lucie Aubrac.
Il préside la délégation ANACR (Association nationale des anciens combattants de la Résistance) de Saône-et-Loire à partir de 1969 et sera membre du bureau national de cette association à partir de 1986.
Claude Rochat avait souhaité que ses cendres soient dispersées à Cruzille, ce qui fut fait au cours d'une cérémonie organisée en 2010.

## Distinctions et honneurs

### Décorations françaises
- Chevalier de la Légion d'honneur
- Croix de guerre 1939–1945 avec citation à l'ordre de l'armée
- Médaille de la Résistance française (06 septembre 1945)[7]

### Hommage
Une plaque en mémoire de Claude Rochat est apposée à la sous-préfecture de Chalon-sur-Saône.
En 2010, conformément à ses volontés, les cendres du commandant Guillaume ont été dispersées, au cours d'une cérémonie, au pied du château de Cruzille. Le 2 juillet 2011, sous les auspices du comité départemental ANACR, deux plaques y ont été dévoilées à la mémoire de Claude Rochat, chef départemental de l’armée secrète, qui avait établi son poste de commandement au château (l'une sous le porche du château, l'autre près du lieu de dispersement). On peut y lire : « Chef droit et plein de bravoure, il a mené ses hommes à la victoire en participant aux combats pour la libération de la Saône-et-Loire. »

## Publications
C'est dès 1949 que la Commission de l'histoire de l'occupation et de la libération de la France du ministère de l’Éducation nationale lui demande d'écrire les souvenirs du Commandant Guillaume. Il ne les publiera qu'en 1987, sous le titre : Les compagnons de l'espoir.

## Archives
- Inventaire du fonds d'archives de Claude Rochat conservé à La contemporaine.
- Un fonds Rochat alias Commandant Guillaume est consultable à Mâcon, aux Archives départementales de Saône-et-Loire (cotes : de 23 J 11 à 23 J 16), librement consultable depuis l'arrêté du 24 décembre 2015 ouvrant les archives relatives à la Seconde Guerre mondiale.